# Messa ritmica latina
Messa ritmica latina je glazbeno djelo riječkog maestra Dušana Prašelja.
Na početku su bila izvedena samo tri stavka Kyrie, Gloria i Credo. Praizvedba trećeg stavka je održana na XIV. Matetićevim danima 9. travnja 2006. u dvorani Pomorskog i povijesnog muzeja Hrvatskog primorja u Rijeci).
Kompletna Misa izvedena je 23. prosinca 2007. u Crkvi Majke Božje Trsatske u Rijeci.
O svojoj je skladbi autor Dušan Prašelj rekao: 
<<Messa ritmica latina nastaje u nastojanju za osuvremenjivanjem duhovnih, posebice oratorijskih skladbi. S tim ciljem skladao sam već djela Bašćanska ploča, Trsatski spomen, Staroslavenska misa te Naš domaći glas. Upotrebom naglašenih ritmičkih elemenata, nepravilnim ritmovima i mješovitim mjerama, pokušavam se približiti suvremenosti, zadržavajući tradicionalne harmonijske i melodijske elemente.
U skladbi pjeva klasični solistički vokalni kvartet, uz ritmiziranu pratnju zbora, s polifonim elementima.
U mojim djelima naslućuje se, više ili manje, istarsko-primorski melos (najviše u kantati Naš domaći glas). U skladbi Messa ritmica latina samo su natruhe istarsko-primorskoga glazbenog idioma. >>

## Stavci
- Kyrie - praizvedba u Rijeci 2004. godine.
- Gloria - praizvedba u Bavarskoj (Freyung) 2005. godine.
- Credo - III. stavak Mise ritmice latine doživljava praizvedbu na XIV. Matetićevim danima u Rijeci 9. travnja 2006. Credo je pisan za četiri sola (S-A-T-B), zbor i instrumentalni sastav. I ovaj stavak ima karakteristične nepravilne ritmove u 5, 7 i 8 osminskim mjerama, koje dolaze do izražaja u dionicama zbora kao komentatora s kombinacijama riječi credo i non credo. Solisti pjevaju integralni tekst klasičnog creda, i sve se skupa uklapa u ritmičko pulsiranje i ovog interesantnog djela Mise ritmice latine.
- Sanctus - praizvedba u Rijeci na Trsatu 23. prosinca 2007. godine.
- Benedictus - praizvedba u Rijeci na Trsatu 23. prosinca 2007. godine.
- Agnus Dei - praizvedba u Rijeci na Trsatu 23. prosinca 2007. godine.

## Poveznice
- Dušan Prašelj
- Hrvatski skladatelji klasične i folklorne glazbe